# نمایی از عشق
نمایی از عشق یا منظری از عشق (به انگلیسی: A View of Love) فیلمی محصول سال ۲۰۱۰ و به کارگردانی نیکول گارسیا است. در این فیلم بازیگرانی همچون ژان دوژاردن، ماری-ژوزه کروز، تونی سرویلو، ساندرین کیبرلن، میشل اومون و کلودیا کاردیناله ایفای نقش کرده‌اند.